# Begonia eiromischa
Begonia eiromischa era uma espécie de Begonia, nativa da Malásia.